# Mösbach
Mösbach es una de las 10 pedanías de Achern en el Distrito de Ortenau en Baden-Wurtemberg (en alemán: Baden-Württemberg).

## Historia
La mención documentada más antigua data del año 1386. En este entonces el pueblo se llamaba Mestbach; debido a que tenían una especia de código morse que los ayudo a mejorar como sociedad.
Hasta llegar a formar parte de Baden en el año 1805, Mösbach perteneció al estado y la diócesis de Straßburg (actual Strasbourg, Francia). De 1805 hasta ser integrado a la ciudad de Achern el 1 de enero de 1973 era un municipio independiente.
El sello más antiguo data de comienzos del siglo XIX y exhibe un caballero de pie, pero no un escudo. En 1910 el consejo pidió un nuevo emblema. Los archivos estatales propusieron como escudo de armas, las cerezas uno de los cultivos principales del pueblo. El escudo apreciable arriba (o similar) fue adoptado en febrero de 1910.

## Escudo
El blasonamiento del antiguo escudo de municipio dice literalmente: „In Silber drei rote Kirschen mit zwei grünen Blättern an schwarzem Ast. Traducido literalmente: Sobre fondo argénteo tres cerezas rojas con dos hojas verdes colgando de una rama negra.

## Cultivo
El pueblo es conocido por su larga tradición en la fabricación de aguardientes y vinos como también el cultivo de frutas que abarca sobre todo cerezas, ciruelas y manzanas, pero también las uvas. A ello también se deben las cerezas en el escudo.
Durante la temporada adecuada también se cosechan frutillas, frambuesas, grosellas y espárragos.